# Hypoctonus carmichaeli
Hypoctonus carmichaeli är en spindeldjursart som beskrevs av Gravely 1916. Hypoctonus carmichaeli ingår i släktet Hypoctonus och familjen Thelyphonidae. Inga underarter finns listade i Catalogue of Life.